# Sinocrossocheilus
Sinocrossocheilus és un gènere de peixos de la família dels ciprínids i de l'ordre dels cipriniformes.

## Taxonomia
- Sinocrossocheilus bamaensis' (Fang, 1981)[3]
- Sinocrossocheilus guizhouensis (Wu a Wu, Lin, Chen, Chen & He, 1977)[4]
- Sinocrossocheilus labiata (Su, Yang & Cui, 2003)
- Sinocrossocheilus labiatus (Su, Yang & Cui, 2003)[5]
- Sinocrossocheilus liuchengensis (Liang, Liu & Wu, 1987)
- Sinocrossocheilus longibulla (Su, Yang & Cui, 2003)[6]
- Sinocrossocheilus megalophthalmus (Chen, Yang & Cui, 2006)[7]
- Sinocrossocheilus microstomatus (Wang & Chen, 1989)[8]
- Sinocrossocheilus nigrovittata (Su, Yang & Cui, 2003)[5]
- Sinocrossocheilus papillolabra (Su, Yang & Cui, 2003)[6]
- Sinocrossocheilus tridentis (Cui & Chu, 1986)[9][10][11][12][13]